# Six the Hard Way
Six the Hard Way è un EP dei Suicidal Tendencies, pubblicato nel 1998 per l'etichetta discografica Suicidal Records.

è composto da due tracce live registrate al Les Eurokéennes de Belfort in Francia, e quattro inedite, che verranno poi incluse nel successivo album, Freedumb (1999). Le tracce 1 e 2 sono state registrate agli Ocean Studios e agli Skip Saylor Studios di Hollywood, e prodotte da Paul Northfield. Le tracce 3 e 4 sono state registrate ai Titan Studios di Hollywood, prodotte dai Suicidal Tendencies, arrangiate da Michael Blum e mastering curato da Paul Northfield agli Skip Saylor Studios. Le tracce 5 e 6 sono state registrate dal vivo al Les Eurokéennes de Belfort, Francia, arrangiate da Will Shappland. L'ingegnere del suono è Tony Cooper.

## Tracce
1. Freedumb (Mike Muir, Josh Paul, Dean Pleasants, Mike Clark) - 2:55
2. Cyco Vision (Muir, Clark, Paul) - 1:52
3. Refuse (Muir, Clark, Paul, Pleasants) - 3:16
4. What's the Word? (Muir, Clark) - 4:34
5. Fascist Pig * (Muir) - 1:41
6. I Saw Your Mommy * (Muir) - 6:01

* = Registrata live al Les Eurokéennes de Belfort, Francia.

## Formazione
- Mike Muir - voce
- Mike Clark - chitarra ritmica
- Dean Pleasants - chitarra solista
- Brooks Wackerman - batteria
- Josh Paul - basso